# Théâtre de Stenborg
Le Théâtre de Stenborg, également appelé Svenska Komiska Teatern, Komiska Teatern et Munkbroteatern, était un théâtre historique suédois du XVIIIe siècle, actif entre 1784 et 1799 à Gamla stan à Stockholm. C'était le deuxième théâtre de Stockholm pendant l'ère gustavienne. Vers 1784-1787, avant l'inauguration du théâtre de Ristell à Bollhuset (en), il était le seul théâtre dramatique de langue maternelle à Stockholm.

## Histoire

### Contexte
Le théâtre de Stenborg était la continuation de la célèbre troupe de Stenborg (en) ; lorsque le premier théâtre national suédois à Bollhuset (salle du jeu de paume) fut fermé en 1753-1754, la moitié de la troupe se produisit dans diverses localités de la ville sous la direction de Petter Stenborg (en).

« À partir des années 1770, le suédois revient sur les tréteaux, en grande partie par le moyen des traductions de comédies et de vaudevilles. À la fin de 1771, Petter Stenborg, directeur d’un théâtre dans un des faubourgs de la capitale, demande au nouveau roi Gustave III la permission de donner des comédies suédoises au Jeu de Paume. Cette scène est devenue vacante après le renvoi de ceux-ci la même année, Gustave III souhaitant se démarquer par son soutien à la langue et à la littérature suédoises. Stenborg n’obtient que la grâce de pouvoir donner deux représentations. »

Lorsque la scène nationale est rétablie par le roi Gustave III de Suède en 1773, elle ne comprend pas l'ancienne troupe de Stenborg. En 1780, la troupe avait enfin acquis un lieu convenable pour se produire ; Eriksbergsteatern, (ou théâtre d'Eriksberg), et en 1781, la direction a été reprise par le fils de Petter Stenborg, Carl Stenborg. En 1780-1784, le théâtre d'Eriksberg était le seul théâtre permanent de langue maternelle à Stockholm.
Le théâtre d'Eriksberg était inconfortablement situé à l'extérieur de la ville, et la troupe de Stenborg sous la direction de Carl Stenborg a cherché un nouveau bâtiment. Ils ont conclu un partenariat avec le riche brasseur Christina Nyman, qui voulait établir un théâtre à Gamla stan et avait obtenu une autorisation à cet effet. Le théâtre était installé dans un grand bâtiment construit à Gamla Stan en 1782 ; le premier étage abritait quatre tavernes et plusieurs appartements, tandis que le deuxième étage était réservé à la troupe de Stenborg. À partir de 1784, il est formellement nommé Svenska komiska Teatern (théâtre comique suédois) ou Svenska Teatern (théâtre suédois) et à partir de 1788 Komiska Teatern (théâtre comique). Il était également connu sous le nom de Munkbroteatern (théâtre de Munkbro), d'après son emplacement. Le nom commun a toujours été le théâtre de Stenborg.

### Activité
Le théâtre de Stenborg était luxueusement décoré et était appelé en 1784 le plus grand théâtre du pays. Le roi, intéressé par le théâtre, était présent lors de sa première et offrait des cadeaux aux artistes. Cependant, il n'avait pas le même statut que d'autres établissements comme l'Opéra royal de Suède et le Théâtre dramatique royal et était considéré comme beaucoup moins formel : c'était un lieu pour des spectacles moins formels et solennels, un lieu pour les comédies satiriques et autres, et les étrangers le comparaient parfois à un théâtre de boulevard du type de celui qui était populaire à Paris qui présentait également des opéras et des spectacles musicaux plus légers. Le Barbier de Séville a eu sa première suédoise dans ce théâtre en 1785, ainsi que Le Mariage de Figaro en 1792. Des artistes invités étrangers et des spectacles de cirque ont également été donnés là ; à l'automne 1793, la compagnie de cirque anglaise de Peter et James Price a proposé des acrobaties et de la danse sur corde raide ici, où la petite Louise Price, âgée de quatre ans, dansait sur une corde. Le statut de théâtre moins sérieux du théâtre n'a pas empêché les acteurs de l'Opéra royal de Suède et du Théâtre dramatique royal de s'y produire ; même Elisabeth Olin s'y était produite, et il était en fait utilisé par les acteurs et les chanteurs pour travailler lors de leurs conflits avec les directeurs de leurs scènes habituelles.
Le directeur Carl Stenborg, qui était un célèbre chanteur d'opéra à l'Opéra royal de Suède, résidait dans l'un des appartements, où lui et sa femme, la chanteuse Betty Olin, organisaient des réunions et des fêtes pour l'élite culturelle de la ville. Le théâtre recrutait souvent son personnel dans le chœur de l'Opéra royal, mais il accueillait également ses propres étudiants. Une annonce de 1786 indiquait comme suit : 
" Si certains parents ordinaires, qui possèdent des enfants d'une belle apparence et d'une bonne voix, souhaitent les faire éduquer, pour leur propre bénéfice, dans un talent qui peut être bénéfique pour leur avenir, ils peuvent avoir une éducation et une récompense répondant à leur capacité, lorsqu'ils s'engagent auprès du secrétaire royal Stenborg à la nouvelle maison de théâtre suédoise à Munkbron.

« En 1780, Petter Stenborg cède la direction de son théâtre à son fils Carl. Celui-ci mise sur les imitations de comédies étrangères, les traductions de comédies et surtout d’opéras-comiques français. C’est une recette à succès, et Stenborg doit s’agrandir. De 1780 à 1784 sa troupe joue à Eriksberg, à l’ouest de Stockholm, et à partir de 1784 à Munkbron, dans le centre-ville, dans une nouvelle salle pouvant contenir jusqu’à sept-cents personnes. À partir de 1785, elle joue aussi le dimanche. Sous Carl Stenborg, un échange naturel se fait avec l’Opéra, auquel il emprunte des musiciens. Un partage des tâches s’établit, l’Opéra abandonnant peu à peu l’opéra-comique, qui devient la marque du théâtre de Stenborg. Cet établissement subsiste jusqu’en 1799. »

### Fermeture
En 1798, le nouveau monopole des théâtres royaux est proclamé dans la ville de Stockholm, et le théâtre Stenborg est fermé l'année suivante (le monopole est en vigueur jusqu'en 1842). Le bâtiment lui-même a été démoli en 1899.

### Répertoire
« Un examen du répertoire musical du théâtre de Carl Stenborg démontre une présence massive d’opéras-comiques français, traduits ou adaptés. Pas d’opéra sérieux ou de tragédie parlée : ce serait piétiner le privilège des autres scènes. Comme les représentations « chez Stenborg » deviennent extrêmement courues dans la population aisée de Stockholm, voire la petite bourgeoisie, tout porte à croire à une familiarisation du public avec les airs et mélodies de la Comédie Italienne de Paris. De 1760 à 1809, sur près de deux cent-cinquante spectacles lyriques tous genres confondus, à l’exception des ballets non chantés, on compte autour de deux-cents opéras-comiques, comédies à ariettes et vaudevilles contre seulement une trentaine d’opéras ou tragédies lyriques et quelques opéras-ballets ou ballets héroïques. »

## Personnel du théâtre de Stenborg en 1791
Régisseur
- D. G. Björn

Directeur
- Carl Stenborg (sv)

Acteurs
- M. Bonn
- A. Lundberg
- C. Ljunggren
- J. P. Lindskog
- C. Bonn
- J. Sundman

Actrices
- Eleonora Säfström (sv)
- Lisette Stenberg (sv)
- Christina Rahm (sv)
- Margareta Sofia Lagerqvist (sv)
- Johanna Löfblad (sv)
- B. M. Modeer

Acteurs invités
- Carl Schylander (sv) du Théâtre dramatique royal.
- Dahlqvist, Hans Björkman et Nils Magnus Annerstedt du Opéra royal de Stockholm.